# Рогге, Владимир Петрович
Владимир Петрович Рогге (1843—1906/1907) — русский государственный деятель, вице-губернатор Ставропольской губернии, губернатор Бакинской губернии; тайный советник.

## Биография
Родился 6 (18) июля 1843 года в дворянской семье.
Окончив курс в Черниговской губернской гимназии, 1 декабря 1865 года был определён на службу в канцелярию Киевского, Подольского и Волынского генерал-губернатора. В 1867 году назначен кандидатом на должность судебного следователя при Киевской палате уголовного суда. В следующем году перемещён в штат чинов камеры Волынского губернского прокурора, но вскоре был назначен чиновником особых поручении при Волынском губернаторе. В 1873 году назначен секретарём Волынского губернского статистического комитета и почётным попечителем житомирского сиротского дома. В том же году был причислен к министерству внутренних дел, с откомандированием в распоряжение Волынского губернатора, а затем назначен исполняющим должность советника Волынского губернского правления.
В 1878 году он снова был причислен к министерству внутренних дел и командирован в распоряжение Императорского Российского комиссара в Болгарии, где назначен начальником отделения гражданского управления комиссара. По окончании оккупации, оставлен в Болгарии для окончания дел и счетов гражданского управления, состоял консультантом при министерстве внутренних дел Болгарского княжества и некоторое время управлял этим министерством.
В 1881 году был откомандирован в распоряжение Одесского временного генерал-губернатора, а в следующем году в распоряжение главноначальствующего гражданской частью на Кавказе. Затем он был назначен вице-губернатором Ставропольской губернии, а в 1883 году назначен вице-директором канцелярии главноначальствующего. В этом же году назначен членом от министерства внутренних дел в комиссию, учреждённую для ближайшего и всестороннего рассмотрения вопроса по преобразованию управления кавказскими казачьими войсками.
В 1888 году был назначен губернатором Бакинской губернии. В 1896 году произведён в тайные советники.
Умер 27 декабря 1906 (9 января 1907) года. Похоронен на Никольском кладбище Александро-Невской лавры.